# Couldn't Have Said It Better
Albums de Meat Loaf
Welcome to the Neighbourhood
(1995) Bat Out of Hell: Live with the Melbourne Symphony Orchestra
(2004)
Singles
1. Did I Say That?
Sortie : 2003
2. Couldn't Have Said It Better
Sortie : 2003
3. Man of Steel
Sortie : 23 novembre 2003

Couldn't Have Said It Better est un album du chanteur de rock et acteur américain Meat Loaf, sorti le 23 septembre 2003.

## Présentation
Pour la troisième fois de sa carrière, Meat Loaf sort un album sans chanson écrite par Jim Steinman (sans compter les bonus). Bien que le chanteur ait affirmé que Couldn't Have Said It Better est « l'album le plus parfait [qu'il a] fait depuis Bat Out of Hell », celui-ci n'est pas un succès[réf. nécessaire].
Trois singles sont produits : Did I Say That?, Couldn't Have Said It Better et Man of Steel, tous avec peu d'impact dans les charts.
L'album est enregistré pour le label Polydor, la division allemande d'Universal Music qui donne l'autorisation à Mercury Records pour sa sortie au Royaume-Uni et à Sanctuary Records pour les États-Unis, alors que la distribution mondiale est assurée par la société mère Universal Music Group.

## Liste des titres
| Édition standard | Édition standard             | Édition standard | Édition standard | Édition standard | Édition standard | Édition standard | Édition standard | Édition standard | Édition standard |
| No               | Titre                        | Durée            |                  |                  |                  |                  |                  |                  |                  |
| ---------------- | ---------------------------- | ---------------- | ---------------- | ---------------- | ---------------- | ---------------- | ---------------- | ---------------- | ---------------- |
|                  | Chapter One                  |                  |                  |                  |                  |                  |                  |                  |                  |
| 1.               | Couldn't Have Said It Better | 7:03             |                  |                  |                  |                  |                  |                  |                  |
| 2.               | Did I Say That               | 6:06             |                  |                  |                  |                  |                  |                  |                  |
| 3.               | Why Isn't That Enough        | 4:06             |                  |                  |                  |                  |                  |                  |                  |
| 4.               | Love You Out Loud            | 4:10             |                  |                  |                  |                  |                  |                  |                  |
| 5a.              | Man of Steel                 | 6:16             |                  |                  |                  |                  |                  |                  |                  |
| 5b.              | Intermezzo (Titre caché)     |                  |                  |                  |                  |                  |                  |                  |                  |
|                  | Chapter Two                  |                  |                  |                  |                  |                  |                  |                  |                  |
| 6.               | Testify                      | 4:56             |                  |                  |                  |                  |                  |                  |                  |
| 7.               | Tear Me Down                 | 3:37             |                  |                  |                  |                  |                  |                  |                  |
| 8.               | You're Right, I Was Wrong    | 3:44             |                  |                  |                  |                  |                  |                  |                  |
| 9.               | Because of You               | 3:54             |                  |                  |                  |                  |                  |                  |                  |
| 10.              | Do It!                       | 2:36             |                  |                  |                  |                  |                  |                  |                  |
| 11a.             | Forever Young                | 10:50            |                  |                  |                  |                  |                  |                  |                  |
| 11b.             | Mercury (Titre caché)        |                  |                  |                  |                  |                  |                  |                  |                  |
| 57:31            |                              |                  |                  |                  |                  |                  |                  |                  |                  |

| Titre bonus - Édition spéciale (Royaume-Uni, Europe, Mercury Records, 21 avril 2003) | Titre bonus - Édition spéciale (Royaume-Uni, Europe, Mercury Records, 21 avril 2003) | Titre bonus - Édition spéciale (Royaume-Uni, Europe, Mercury Records, 21 avril 2003) | Titre bonus - Édition spéciale (Royaume-Uni, Europe, Mercury Records, 21 avril 2003) | Titre bonus - Édition spéciale (Royaume-Uni, Europe, Mercury Records, 21 avril 2003) | Titre bonus - Édition spéciale (Royaume-Uni, Europe, Mercury Records, 21 avril 2003) | Titre bonus - Édition spéciale (Royaume-Uni, Europe, Mercury Records, 21 avril 2003) | Titre bonus - Édition spéciale (Royaume-Uni, Europe, Mercury Records, 21 avril 2003) | Titre bonus - Édition spéciale (Royaume-Uni, Europe, Mercury Records, 21 avril 2003) | Titre bonus - Édition spéciale (Royaume-Uni, Europe, Mercury Records, 21 avril 2003) |
| No                                                                                   | Titre                                                                                | Durée                                                                                |                                                                                      |                                                                                      |                                                                                      |                                                                                      |                                                                                      |                                                                                      |                                                                                      |
| ------------------------------------------------------------------------------------ | ------------------------------------------------------------------------------------ | ------------------------------------------------------------------------------------ | ------------------------------------------------------------------------------------ | ------------------------------------------------------------------------------------ | ------------------------------------------------------------------------------------ | ------------------------------------------------------------------------------------ | ------------------------------------------------------------------------------------ | ------------------------------------------------------------------------------------ | ------------------------------------------------------------------------------------ |
| 12.                                                                                  | Bat Out Of Hell (Live From Meat Loaf - Storytellers)                                 | 11:17                                                                                |                                                                                      |                                                                                      |                                                                                      |                                                                                      |                                                                                      |                                                                                      |                                                                                      |
| 69:06                                                                                |                                                                                      |                                                                                      |                                                                                      |                                                                                      |                                                                                      |                                                                                      |                                                                                      |                                                                                      |                                                                                      |

| Disque 2 bonus : Special Live - Édition spéciale 2 × CD (Australie, Polydor, 2003) | Disque 2 bonus : Special Live - Édition spéciale 2 × CD (Australie, Polydor, 2003) | Disque 2 bonus : Special Live - Édition spéciale 2 × CD (Australie, Polydor, 2003) | Disque 2 bonus : Special Live - Édition spéciale 2 × CD (Australie, Polydor, 2003) | Disque 2 bonus : Special Live - Édition spéciale 2 × CD (Australie, Polydor, 2003) | Disque 2 bonus : Special Live - Édition spéciale 2 × CD (Australie, Polydor, 2003) | Disque 2 bonus : Special Live - Édition spéciale 2 × CD (Australie, Polydor, 2003) | Disque 2 bonus : Special Live - Édition spéciale 2 × CD (Australie, Polydor, 2003) | Disque 2 bonus : Special Live - Édition spéciale 2 × CD (Australie, Polydor, 2003) | Disque 2 bonus : Special Live - Édition spéciale 2 × CD (Australie, Polydor, 2003) |
| No                                                                                 | Titre                                                                              | Durée                                                                              |                                                                                    |                                                                                    |                                                                                    |                                                                                    |                                                                                    |                                                                                    |                                                                                    |
| ---------------------------------------------------------------------------------- | ---------------------------------------------------------------------------------- | ---------------------------------------------------------------------------------- | ---------------------------------------------------------------------------------- | ---------------------------------------------------------------------------------- | ---------------------------------------------------------------------------------- | ---------------------------------------------------------------------------------- | ---------------------------------------------------------------------------------- | ---------------------------------------------------------------------------------- | ---------------------------------------------------------------------------------- |
| 1.                                                                                 | Life Is a Lemon and I Want My Money Back                                           | 6:47                                                                               |                                                                                    |                                                                                    |                                                                                    |                                                                                    |                                                                                    |                                                                                    |                                                                                    |
| 2.                                                                                 | Tear Me Down                                                                       | 4:00                                                                               |                                                                                    |                                                                                    |                                                                                    |                                                                                    |                                                                                    |                                                                                    |                                                                                    |
| 3.                                                                                 | Love You Out Loud                                                                  | 4:34                                                                               |                                                                                    |                                                                                    |                                                                                    |                                                                                    |                                                                                    |                                                                                    |                                                                                    |
| 4.                                                                                 | I'd Do Anything for Love (But I Won't Do That)                                     | 10:32                                                                              |                                                                                    |                                                                                    |                                                                                    |                                                                                    |                                                                                    |                                                                                    |                                                                                    |
| 5.                                                                                 | Couldn't Have Said It Better                                                       | 8:18                                                                               |                                                                                    |                                                                                    |                                                                                    |                                                                                    |                                                                                    |                                                                                    |                                                                                    |
| 6.                                                                                 | Bat Out of Hell                                                                    | 11:47                                                                              |                                                                                    |                                                                                    |                                                                                    |                                                                                    |                                                                                    |                                                                                    |                                                                                    |
| 45:58                                                                              |                                                                                    |                                                                                    |                                                                                    |                                                                                    |                                                                                    |                                                                                    |                                                                                    |                                                                                    |                                                                                    |

| 1. | I Would Do Anything For Love (Video From Storytellers DVD)        | 8:01 |
| 2. | A Kiss Is A Terrible Thing To Waste (Video From Storytellers DVD) | 5:04 |
| 3. | Did I Say That (Video)                                            | 4:47 |
| 4. | Two Out Of Three Ain't Bad (Live from Storytellers CD)            | 4:41 |

## Crédits
- Crédits adaptés depuis Discogs[1]

| - Meat Loaf : chant - Patti Russo (pistes 1, 11), Pearl Aday (pistes 5a, 7) : chant, chœurs - Kasim Sulton (pistes 1 à 5a, 6 à 11a) : basse - John Miceli (pistes 11a), Kenny Aronoff (pistes 1 à 5a, 6 à 8, 10) : batterie - Michael Thompson (pistes 2 à 5a, 6 à 10), Peter Mokran (pistes 11a), Tim Pierce (piste 1) : guitares - Percussion : Luis Conte (piste 3) : percussions - Aaron Zigman (pistes 1, 11a), Mark Alexander (pistes 9), Tom Brislin (pistes 2 à 5a, 6 à 8) : piano - Stephen Erdody (piste 11a) : violoncelle - Mark Alexander (piste 1), Tom Brislin (pistes 2, 6, 7) : orgue B3 - Peter Mokran (pistes 1 à 5a, 7 à 11a) : synthétiseur, boîte à rythmes | - Production, mixage, ingénierie : Peter Mokran - Producteur (associé) : James Michael - Producteur délégué : Allen Kovac - Mastering : Bernie Grundman - Arrangements (chœurs) : Todd Rungren* (piste 1) - Arrangements (orchestre)) : Aaron Zigman - Ingénierie (assistant) : Tony Flores - Programmation : Peter Mokran - Direction artistique, design : Susan McEowen - Illustration (pochette) : Gil Elvgrin - Photographie : Timothy White |

## Classements
| Classement (2003)                 | Meilleure position |
| --------------------------------- | ------------------ |
| Allemagne (Media Control AG)      | 8                  |
| Australie (ARIA)                  | 28                 |
| Autriche (Ö3 Austria Top 40)      | 58                 |
| Danemark (Tracklisten)            | 5                  |
| Irlande (IRMA)                    | 16                 |
| Nouvelle-Zélande (RIANZ)          | 17                 |
| Pays-Bas (Mega Album Top 100)     | 36                 |
| Suède (Sverigetopplistan)         | 26                 |
| Suisse (Schweizer Hitparade)      | 44                 |
| Royaume-Uni (UK Albums Chart)     | 4                  |
| Royaume-Uni (Rock & Metal Albums) | 1                  |
| États-Unis (Billboard 200)        | 85                 |